# International Pencak Silat Federation
De International Pencak Silat Federation (IPSF ) of PERSILAT (Indonesisch/Maleis: Persekutuan Pencak Silat Antarabangsa) is de wereldbond voor de krijgsport pencak silat, in sommige landen ook 'silat' genoemd.
Persilat werd op 11 maart 1980 in Jakarta  opgericht. Bij de IPSF zijn begin 21e eeuw wereldwijd meer dan vijf miljoen leden aangesloten. De IPSF organiseert World Pencak Silat Championships voor junioren en voor senioren, die elk om het jaar worden gehouden. Het hoofdkantoor staat in Taman Mini Indonesia Indah (TMII) in Jakarta.
Bij PERSILAT zijn onder meer de Nederlandse Pencak Silat Federatie, de Belgische Pencak Silat Federatie en de Surinaamse Pencak Silat Associatie aangesloten.